# 红旗水库 (会理)
红旗水库是中国四川省凉山彝族自治州会理县境内的一座水库，位于金沙江支流会川河上，建于1974年。水库正常库容为905万立方米，集雨面积为8平方千米，海拔为1935.54米。